# Cantonul Montignac
Cantonul Montignac este un canton din arondismentul Sarlat-la-Canéda, departamentul Dordogne, regiunea Aquitania, Franța.

## Comune
| Comune                             | Populație (1999) | Cod poștal | Cod INSEE |
| ---------------------------------- | ---------------- | ---------- | --------- |
| Aubas                              | 621              | 24290      | 24014     |
| Auriac-du-Périgord                 | 421              | 24290      | 24018     |
| La Chapelle-Aubareil               | 496              | 24290      | 24106     |
| Fanlac                             | 134              | 24290      | 24174     |
| Les Farges                         | 321              | 24290      | 24175     |
| Montignac                          | 2.794            | 24290      | 24291     |
| Peyzac-le-Moustier                 | 183              | 24620      | 24326     |
| Plazac                             | 703              | 24580      | 24330     |
| Rouffignac-Saint-Cernin-de-Reilhac | 1.579            | 24580      | 24356     |
| Saint-Amand-de-Coly                | 404              | 24290      | 24364     |
| Saint-Léon-sur-Vézère              | 414              | 24290      | 24443     |
| Sergeac                            | 223              | 24290      | 24531     |
| Thonac                             | 256              | 24290      | 24552     |
| Valojoulx                          | 272              | 24290      | 24563     |